# 一線鍾情
《一線鍾情》（英語：One Line Love），為愛奇藝2014年5月9日線上播出的愛情微劇，由韓國演員李敏鎬、台灣女星郭碧婷領銜主演。該劇是由《来自星星的你》制作团队和韩国最强的浪漫电视剧拍摄团队共同合作，在韩国实地取景拍摄，講述韩国最强音乐制作人与一个中国普通女孩儿的甜蜜爱情故事，可谓韩国版的《广岛之恋》。劇中外形高大帅气、才华横溢的音乐家敏浩(李敏鎬飾演），为获取创作灵感和爱犬在公园散步时偶遇中国女生玲玲(郭碧婷飾演），並對她一見鍾情，玲玲在聆听了敏浩演奏的音乐后，也逐渐被他吸引。回國後，兩人透過line通訊上演一段浪漫的異國之戀。

## 演員表
| 演員   | 角色   | 介紹               |
| 李敏鎬 | 敏浩   | 韩国最强音乐制作人 |
| 郭碧婷 | 玲玲   | 普通中国女孩       |
| 金姜贤 | 经纪人 |                    |
| 金甫美 | 化妆师 |                    |

## 播出情況
該劇播出4天，点击率便突破了2000万次。制作方相关人士表示，“仅仅一个广告迷你剧便能创下如此高的点击率，再次验证了李敏镐的人气”。

## 腳註
1. ↑  .   [2014-06-23]. （原始内容存档于2014-06-23）.
2. ↑  .   [2014-06-23]. （原始内容存档于2014-07-14）.
3. ↑  .   [2014-06-23]. （原始内容存档于2014-12-09）.